# Юрген Торвальд
Юрген Торвальд (нем. Jürgen Thorwald, настоящее имя Хайнц Бонгарц (нем. Heinz Bongartz; 28 октября 1915, Золинген — 4 апреля 2006, Лугано) — немецкий писатель. Наиболее известен трудами по истории судебной медицины и криминалистики. Офицер ордена «За заслуги перед Федеративной Республикой Германия»(1984).

## Биография
Родился в семье учителя. Изучал медицину в Кёльне, однако по состоянию здоровья был вынужден перевестись на исторический факультет, где занимался историей Германии, Англии и Франции. В 1940-е гг. писал труды по истории люфтваффе и кригсмарине. После Второй мировой войны был вынужден сменить имя
, работал журналистом в Штутгарте, один из основателей христианского консервативного еженедельника Christ und Welt (в 1948—1951 гг. работал его редактором). 
С 1951 г. работал журналистом-фрилансером. В 1956 г. вышла его книга «Век хирургии» (Das Jahrhundert der Chirurgen). За этой книгой последовали другие, посвящённые истории медицины, и сделавшие имя Торвальда знаменитым на Западе. В 1964 г. вышел в свет главный его труд «Век детективов» (Jahrhundert der Detektive, наиболее известен русский перевод «Век криминалистики»), посвящённый описанию наиболее сенсационных уголовных дел XVIII — первой половины XX вв. Книга номинировалась на премию «Эдгар». Также известен работами по истории нейрохирургии, гемофилии («Кровь королей»), а также истории еврейской диаспоры в США.
Последние годы жизни провёл в Швейцарии.